# Dillon Peak
Der Dillon Peak ist ein rund 1650 m hoher Berg im Palmerland auf der Antarktischen Halbinsel. In den Dana Mountains überragt er die Nordflanke der Mündung des Haines-Gletschers in den Meinardus-Gletscher.
Der United States Geological Survey kartierte ihn anhand eigener Vermessungen und Luftaufnahmen der United States Navy aus den Jahren von 1961 bis 1967. Das Advisory Committee on Antarctic Names benannte den Berg 1968 nach Raymond D. Dillon (1925–2003), Biologe auf der McMurdo- (1966–1967) und der Palmer-Station (1967–1968).